# Helene von Druskowitz
Helene von Druskowitz, född 2 maj 1856 i Wien under namnet Helena Maria Druschkovich, död 31 maj 1918 i Mauer-Öhling, Österrike, var en österrikisk filosof, författare, dramatiker, musikkritiker och feminist som disputerade 1878 som en av de första kvinnorna i Europa. Mycket av hennes texter publicerades under manligt alias på grund av den utbredda sexism som rådde.

## Biografi
Helene Druskowitz föddes i Wien 1856 där hon utbildade sig till pianist på Wiens konservatorium. Tillsammans med sin mor flyttade hon 1874 till Zürich eftersom kvinnor där fått tillträde till högre studier 1867. Efter att ha studerat filosofi, arkeologi, tyska, orientaliska och moderna språk, tog hon 1878, som en av de första kvinnorna i Europa, vid 22 års ålder sin doktorsexamen med en avhandling om Lord Byrons Don Juan. Efter detta undervisade hon i språk och historia på olika universitet i Wien, Zurich, München och Basel. Hon reste även till Nordafrika, Frankrike, Italien och Spanien innan hon återvände till Wien. År 1881 mötte hon Marie von Ebner-Eschenbach som introducerade henne till sin litterära grupp. Tre år senare blev hon genom Malwida von Meysenbug bekant med Lou Andreas-Salomé och Friedrich Nietzsche och hon var en av få som han gav ett exemplar av boken Sålunda talade Zarathustra. Ganska snart blev dock deras olikheter för uppenbara och kontakten med Nietzsche bröts. År 1885 publicerade hon avhandlingen Drei englische Dichterinnen (Joanna Baillie, Elizabeth Barrett Browning, George Eliot). Hon skrev också en biografi över Shelley samt dramatik, musikkritik och filosofiska skrifter.
Helene Druskowitz bror dog 1886 och hennes mor 1888. År 1887 inledde hon en relation med operasångerskan Therese Malten och  de bodde ihop i Dresden. Som stridbar, lesbisk feminist mötte hon hela tiden motstånd och hon blev ständigt refuserad och övergavs av allt fler vänner. Hon började dricka och tog droger. Efter en separation 1891 blev hon alkoholiserad, drabbades av paranoia och blev inspärrad på hospitalet i Amstetten i Dresden där hon levde sina sista 27 år. Mycket tyder på att män utsatt henne för sexuella övergrepp, både före och efter kollapsen.
Helene Druskowitz fortsatte att skriva från hospitalet och hjälpte även till att grunda de feministiska tidskrifterna Der heilige Kampf och Der Fehderuf. År 1905 publicerades hennes feministiska skrift Pessimistiska kardinalsatser. Texten patologiserades som sjuka tankar och hon förbjöds att skriva mer. Hon dog på hospitalet av dysenteri den 31 maj 1918.

## Filosofi
Helene Druskowitz skrift Pessimistiska kardinalsatser som skrevs när hon satt på Amstetten och kom ut 1905 har kallats en tysk urversion av Valerie Solanas SCUM-manifest. Dock är Druskowitz text inte lika våldsam men minst lika föraktfull gentemot män, men även skriven med svart humor.
Grunden i hennes filosofi är nietzscheansk. Bland annat förnekar hon kristendomen, men bejakar en materiell värld där kvinnan utgör skapelsens krona. Druskowitz skriver ner både Schopenhauer och Nietzsche, främst på grund av deras kvinnoförakt. Allt ont på jorden är skapat av män: ”Den enda sanna och riktiga belysningen av världen kulminerar i en förintande kritik av mannen.”, ”Mannen är det stökigaste och mest grälsjuka subjektet i hela naturen”, mannen är ”det giftigaste och farligaste experimentet i hela världsalltet” och ”Man behöver bara betänka att männen har gett upphov till dagstidningar, olika slags murvel- och sladderorgan, modejournaler och simpla dussinromaner och man kommer att förstå mig.” Mannen beskrivs som ett missfoster, en narr eller ett odjur. Han har ett löjligt kön, motbjudande ansiktsbehåring och utstöter ”anstötliga gurgelljud”. Slutsatsen är att samhället måste omorganiseras. ”Feminismen måste etablera sig med eld och glans. Det är den moderna tidens heligaste ideal.” och hon förordar att församlingar och representationer skall uppvisa "skälig andel kvinnor".

## Verklista i urval
Flera verk publicerades under manlig pseudonym.

### Vetenskapliga publikationer
- Über Lord Byron's Don Juan : eine litterarisch-ästhetische Abhandlung. Diss. Uni Zürich, 1879
- Percy Bysshe Shelley. - Berlin: Robert Oppenheim, 1884
- Drei englische Dichterinnen (Joanna Baillie, Elizabeth Barrett Browning, George Eliot): Berlin: Robert Oppenheim, 1885
- Moderne Versuche eines Religionsersatzes: ein philosophischer Essay. - Heidelberg: G. Weiß, 1886
- Wie ist Verantwortung und Zurechnung ohne Annahme der Willensfreiheit möglich? Eine Untersuchung. Heidelberg: G. Weiß, 1887
- Zur neuen Lehre. Betrachtungen. Heidelberg: G. Weiß, 1888
- Zur Begründung einer überreligiösen Weltanschauung . Heidelberg: G.Weiß, 1889
- Eugen Dühring. Eine Studie zu seiner Würdigung. Heidelberg: G. Weiß, 1889
- Der freie Transzendentalismus oder Die Überwelt ohne Gott. 1900
- Ethischer Pessismismus. 1903

### Litterära verk
- (E. v. René:) Sultan und Prinz : Trauerspiel in 5 Aufzügen. - Wien: Wallishausser, 1881
- (Erich René:) Der Präsident vom Zither-Club. Original-Posse in 4 Aufzügen. Dresden-Blasewitz:: Alwin Arnold, [ca. 1884]
- (Adalbert Brunn:) Aspasia : Lustspiel in 5 Aufz.. - Dresden: Petzold , 1889
- Die Emancipations-Schwärmerin : Lustspiel in fünf Aufzügen ; (neue Ausgabe von "Aspasia") und dramatische Scherze. - Dresden: Petzold, 1890
- International : dramatischer Scherz in 3 Akten. - Leipzig: Metzger & Wittig, 1890
- Die Pädagogin : dramatischer Scherz in drei Akten. Leipzig : Metzger & Wittig, 1890
- Das Männerproletariat oder die Fällung des Mannes als Tier und Denker. 1900
- Teilung der Städte nach Geschlechtern. 1901
- Schein und Sein. Gedichte 1904
- (Erna:) Pessimistische Kardinalsätze : ein Vademekum für die freiesten Geister.  Wittenberg: Herrosé Ziemsen, o. J. 1905